# Wizarbox
 (août 2019).
Si vous disposez d'ouvrages ou d'articles de référence ou si vous connaissez des sites web de qualité traitant du thème abordé ici, merci de compléter l'article en donnant les références utiles à sa vérifiabilité et en les liant à la section « Notes et références ».
Wizarbox est une société française de création de jeux vidéo créée en 2003 et disparue en 2013, spécialisée dans le portage de jeux vidéo PC sur différentes plateformes. En parallèle à cette activité, l’entreprise a réalisé le développement de serious games, d’applications mobiles, de simulateurs, ainsi que des prestations graphiques et animations en 2D et 3D pour des entités publiques et privées.

## Historique
- 31 janvier 2003 : Fabien Bihour (gérant), David Gallardo, François Francken et David Vesa Cohen, tous employés de Visiware, fondent Wizarbox.

- 2004 : Cyril Labordrie rejoint l'équipe des dirigeants en tant que Directeur de développement.

- 28 novembre 2004 : sortie de leur premier portage de Arx Fatalis sur Xbox.

- septembre 2007 : lancement, en collaboration avec Darkworks, Kylotonn, Load Inc. et White Birds Productions du projet Play All visant à mutualiser les efforts de R&D d'acteurs du développement de jeux vidéo développeurs de jeux, de middleware spécialisés et universitaires afin de produire une plate-forme de développement unifiée et 100 % multiplateformes (PC, consoles de salons, consoles portables).

- 13 juin 2008 : sortie de leur premier titre entièrement développé en interne : So Blonde, sur PC.

- 2011 : réalisation de leur premier Jeu sérieux : Jeu Serai.

- 19 mars 2013 : liquidation judiciaire.

## Autres réalisations
Wizarbox a effectué d’autres réalisations, seule ou en collaboration avec d’autres entreprises, de type "serious games", Simulateurs, Applications multimédia, prestations graphiques et animation 2D/3D. Parmi les projets les plus notables, on peut citer la réalisation d’un simulateur de conduite de bus, réalisé conjointement avec Thales et la RATP, nommé Bus Training Game, ou encore l’application pour iPad « lekiosk » pour l’éditeur de presse digitale LeKiosque.fr.

## Liste des réalisations
2004
- Arx Fatalis (Xbox)

2005
- Winnie l'Ourson à la recherche des souvenirs oubliés (PS2)

2006
- Panzer Elite Action : Fields of Glory (PlayStation 2)
- Scrabble Edition 2007 (PC)
- Azur et Asmar (Compatible PC)
- Football generation (PlayStation 2)

2007
- Scrabble Edition 2007 (Nintendo DS)
- Azur et Asmar (PlayStation 2)
- Kirikou et les bêtes sauvages (Compatible PC, PlayStation 2)
- SOS Animaux: Mission en Australie (Nintendo DS)

2008
- So Blonde (Compatible PC)
- City Life DS (Nintendo DS)
- Scrabble Edition 2009 (Compatible PC)

2009
- Scrabble Edition 2009 (Nintendo DS, Wii et Compatible PC)
- Léa passion médecine (Nintendo DS)
- Risen (Xbox 360)
- Venetica (Xbox 360 et PS3)
- Théâtre de Guignol numérique (Wii)
- Transports Amoureux (Smartphone)

2010
- Gray Matter (Compatible PC, Xbox 360)
- So Blonde : Retour sur l'île oubliée (Wii, Nintendo DS)
- Cité Repères (iPhone)

2011
- Star Teachers (Compatible PC)
- Vis ta Vie (Wii, Application web)
- Bus Training Game (Compatible PC)
- Lekiosk (iPad)
- Jeu Serai (Compatible PC, Application Web)

2012
- Captain Morgane et la Tortue d'or (Compatible PC, Wii, Nintendo DS)
- Risen 2: Dark Waters (Xbox 360, PS3)
- Quiz Party (Wii)
- R.A.W. - Realms of Ancient War (Compatible PC, Xbox 360, PS3)

En cours de développement
- PROMISE (Compatible PC)